# هورنی بوکووینا
هورنی بوکووینا (به چکی: Horní Bukovina) یک منطقهٔ مسکونی در جمهوری چک است که در ناحیه ملادا بولسلاو واقع شده‌است. هورنی بوکووینا ۵٫۵۴ کیلومتر مربع مساحت و ۲۲۵ نفر جمعیت دارد و ۲۹۰ متر بالاتر از سطح دریا واقع شده‌است.